# Martin Powell
Martin Powell (Sheffield, 19 luglio 1973) è un tastierista inglese.

## Biografia
Nel 1992 Powell fu scartato dall'audizione dei My Dying Bride, alla quale si era presentato come bassista. Detto al gruppo che era anche un violinista e tastierista, fu prima preso per suonare varie sessioni e poi integrato definitivamente nel gruppo.

Nel 1998 Martin lasciò i My Dying Bride per entrare negli Anathema come turnista. Dopo due anni, Martin si unì ai Cradle of Filth dopo l'abbandono di Les Smith, quest'ultimo entrato negli Anathema. Con la band, Martin registrò gli album Midian, Bitter Suites to Succubi e Damnation and a Day. Martin compose un gran numero di tracce sia per questi dischi che per il seguente, Nymphetamine. Nel 2005 Martin annunciò il suo abbandono del gruppo sul sito ufficiale con queste parole: 
Poco dopo l'abbandono dei Cradle of Filth, Martin è tornato alla scena underground, lavorando con diversi progetti black metal e rimanendo comunque grande amico dei componenti del suo ex gruppo.